# Robin Yalçın
Robin Yalçın (* 25. Januar 1994 in Deggendorf) ist ein deutsch-türkischer Fußballspieler. Er steht seit 2023 in der Türkei beim Zweitligisten Eyüpspor unter Vertrag.

## Karriere

### Verein
Robin Yalçın wechselte 2009 von der SpVgg Grün-Weiß Deggendorf zum VfB Stuttgart. Sein Profidebüt gab er am 25. September 2012 am 11. Spieltag der Saison 2012/13 in der 3. Liga gegen Hansa Rostock für die zweite Mannschaft des VfB Stuttgart. Am 9. Februar 2014 absolvierte er am 20. Spieltag der Saison 2013/14 mit der Erstligamannschaft der Stuttgarter gegen den FC Augsburg sein Debüt in der Bundesliga. Am 21. März 2014 unterzeichnete er einen bis Ende Juni 2016 datierten Profivertrag beim VfB Stuttgart.
Zur Saison 2015/16 wechselte Yalçın zum türkischen Erstligisten Çaykur Rizespor. Im Januar 2019 zog er innerhalb der Süper Lig zu Yeni Malatyaspor weiter. Am 14. August 2020 gab Sivasspor die Verpflichtung von Robin Yalçın bekannt. Im Juli 2021 wechselte er zum Zweitligisten SC Paderborn 07 und unterschrieb bei den Ostwestfalen einen Einjahresvertrag. Zur Saison 2022/23 wechselte Yalcin wieder zurück zu Sivasspor und bestritt beim Erstligisten in der folgenden Spielzeit 31 Pflichtspiele (1 Tor). Anschließend ging er im Sommer 2023 weiter zu Eyüpspor in die TFF 1. Lig.

### Nationalmannschaft
Yalçın gab am 21. Mai 2009 gegen die USA sein Debüt für die deutsche U-15-Nationalmannschaft. Am 14. August 2009 debütierte er für die deutsche U-16-Nationalmannschaft gegen die Schweiz. Mit der U-17-Nationalmannschaft von Deutschland wurde er bei der U-17-Europameisterschaft 2011 Vize-Europameister und belegte bei der U-17-Weltmeisterschaft 2011 am Ende den dritten Platz. Nach diesen beiden Turnieren wurde er mit der Fritz-Walter-Medaille in Silber ausgezeichnet. Abwerbungsversuchen des türkischen Verbandes erteilte Yalçın im Januar 2012 eine Absage. Am 29. Februar 2012 absolvierte er gegen die Niederlande seine erste Partie für die deutsche U-18-Nationalmannschaft. Für die U-19-Nationalelf Deutschlands debütierte Yalçın am 14. August 2012 gegen Schottland. Für das deutsche U-20-Nationalteam wurde er einmal am 5. März 2014 gegen die Schweiz eingesetzt.

## Erfolge
Çaykur Rizespor
- Meister der TFF 1. Lig und Aufstieg in die Süper Lig: 2017/18